# Oyré
Oyré ist eine französische Gemeinde mit 964 Einwohnern (Stand: 1. Januar 2022) im Département Vienne in der Region Nouvelle-Aquitaine; sie gehört zum Arrondissement Châtellerault und ist Teil des Kantons Châtellerault-2 (bis 2015: Kanton Dangé-Saint-Romain).

## Geographie
Oyré liegt etwa zehn Kilometer nordöstlich von Châtellerault. Umgeben wird Oyré von den Nachbargemeinden Ingrandes im Norden und Westen, Leugny im Nordosten, Mairé im Osten sowie Saint-Sauveur im Süden.

## Bevölkerungsentwicklung
| 1962                      | 1968 | 1975 | 1982 | 1990 | 1999 | 2006 | 2013 |
| ------------------------- | ---- | ---- | ---- | ---- | ---- | ---- | ---- |
| 752                       | 692  | 621  | 741  | 877  | 888  | 908  | 1020 |
| Quelle: Cassini und INSEE |      |      |      |      |      |      |      |

## Sehenswürdigkeiten
- Kirche Saint-Sulpice aus dem 11./12. Jahrhundert, Monument historique seit 1914 (siehe auch: Liste der Monuments historiques in Oyré)

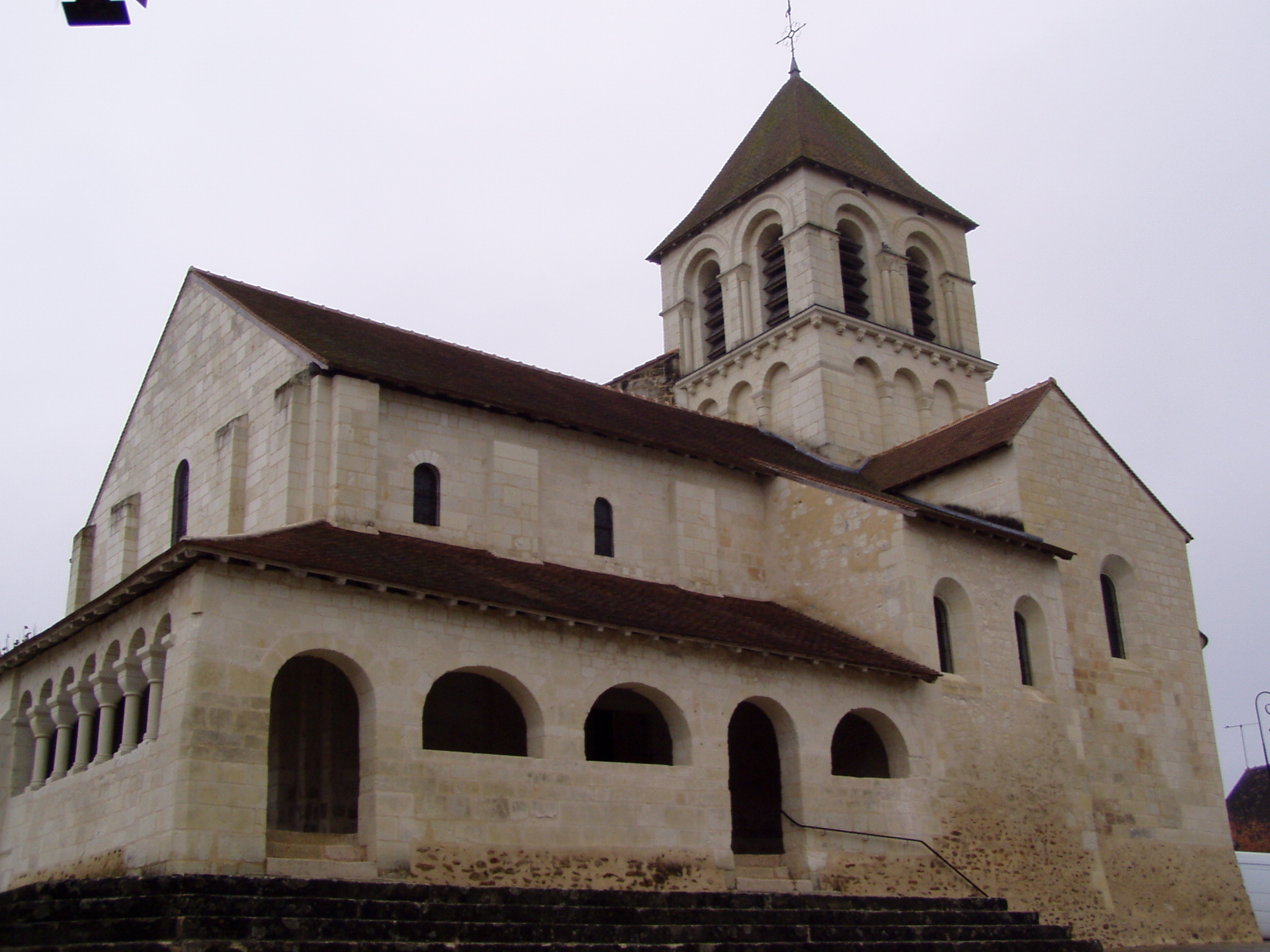
Kirche Saint-Sulpice

- Kapelle Saint-Hubert